# Gesaia fossae
Gesaia fossae är en ringmaskart som beskrevs av Kirtley 1994. Gesaia fossae ingår i släktet Gesaia och familjen Sabellariidae. Inga underarter finns listade i Catalogue of Life.